# 安藤信民
安藤 信民（あんどう のぶたみ）は、江戸時代後期の大名。陸奥国磐城平藩6代藩主。対馬守系安藤家11代。

## 生涯
安政6年（1859年）10月16日、5代藩主・安藤信正の長男として誕生。文久2年（1862年）に父が文久の改革で失脚し、8月16日には強制隠居処分に処されたため、その跡を継いだ。ただし、石高は5万石から3万石に削減され、なおかつ幼少のため、藩政は実父・信正が代行した。しかし、翌文久3年（1863年）8月10日に死去した。享年5。
継嗣がなかったため、信正によって信濃国岩村田藩内藤家から養子に迎えられた信勇（信民の従兄にあたる）が跡を継いだ。

## 系譜
父母
- 安藤信正（父）